# Hummel (marca)
Hummel es una empresa de ropa deportiva danesa de origen alemán con sede en Århus, Dinamarca. La empresa fue fundada en 1923 por la familia Messmer en Hamburgo, Alemania. La compañía fabrica equipaciones de fútbol, fútbol sala, balonmano, baloncesto, fútbol australiano y voleibol. Hummel también produce calzado para fútbol y balonmano.
La marca danesa ha fabricado equipaciones para una gran cantidad de equipos deportivos y ha sido patrocinador de la Selección de fútbol de Dinamarca en un ciclo mundialista. Fue también patrocinador de la Federación Internacional de Balonmano en 2018.
El nombre Hummel es una palabra en alemán que significa abejorro.

## Historia

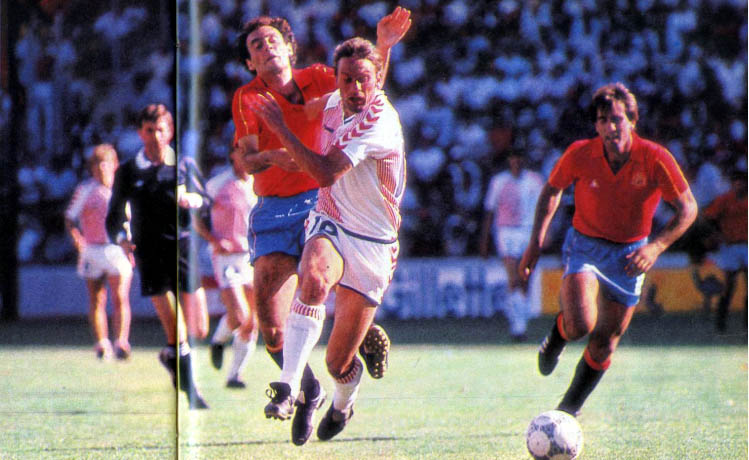
El jugador de la selección de fútbol de Dinamarca Preben Elkjær Larsen luciendo la clásica camiseta Hummel con ribetes en forma de galones durante la Copa Mundial de Fútbol de 1986.

La empresa fue fundada en 1923 por Albert Messmer y su hermano Michael Ludwig Messmer, con el nombre de "Messmer & Co" en Hamburgo, Alemania; ese mismo año, los hermanos Messmer introdujeron las primeras botas de fútbol de la marca. Durante la Segunda Guerra Mundial la factoría de Hamburgo quedó prácticamente destruida. Bernhard Weckenbrock se hizo cargo de la compañía en 1956, trasladando su base a Kevelaer, en Renania del Norte-Westfalia. El primer contrato de patrocinio de la marca lo firmó con el MSV Duisburgo de la Segunda División de Alemania en 1968, y en 1969 se incluyó el logo del abejorro en la marca. En 1975, Weckenbrock se la vendió a una sociedad de Dinamarca. Desde 1999, Hummel es subsidiaria de Danish Thornico Group, fundado por Christian y Thor Stadil.
Siendo una de las marcas de ropa deportiva más antiguas en el negocio con raíces en el fútbol y el balonmano, Hummel ha equipado a clubes de fútbol históricos como el Real Madrid, Real Betis, Tottenham Hotspur, Aston Villa, Southampton y Benfica, y al equipo nacional de Dinamarca.
En España, el Real Betis, el Celta de Vigo y la UD Las Palmas visten la marca en Primera División de España, en Segunda División están el CD Tenerife, la SD Eibar, el CD Eldense y el Málaga CF. En Portugal, hace lo propio el Sporting de Braga. También fue patrocinador de varios equipos de fútbol de Argentina a comienzos de la década de 1990.